# Aermacchi MB-339
O Aermacchi MB-339 é uma aeronave monomotora a jato para o treinamento militar desenvolvida pela companhia italiana Aermacchi, seu primeiro voo ocorreu em 12 de agosto de 1976. Será substituído pelo Aermacchi M-346.
Com o sucesso alcançado pela MB-326, a Aermacchi desenvolveu uma aeronave atualizada para substituí-la. Porém, no mercado já existiam diversos modelos e o Aermacchi MB-339 não alcançou as vendas esperadas. Foram produzidas mais de 200 unidades, porém a maioria para a Força Aérea da Itália.
|  |  |

O MB-339 é uma revisão e atualização do MB-326, uma aeronave de projeto simples e eficiente. O avião entrou em serviço operacional na Força Aérea da Itália em julho de 1978.
O MB-339 participou da Guerra das Malvinas, empregado pela Marinha da Argentina. Foram usadas seis aeronaves, destas uma foi derrubada, uma caiu e três foram capturadas pelo inimigo.
A partir da aeronave biposta de treinamento, a exemplo do MB-326, foi desenvolvida uma versão monoposta de ataque denominada MB-339K. Esta versão está equipada com dois canhões DEFA 553 e o turbojato Viper Mk 680, pode carregar até 1.900 kg em bombas. Este desenvolvimento levou a versão de ataque MB-339C, comprada pela Itália, Eritreia e Nova Zelândia.
Esta versão participou dos conflitos entre a Eritreia e a Etiópia, realizando missões de ataque.

## Variantes
MB-339X
Dois protótipos
MB-339A
Variante original de produção para a Itália. 107 foram entregues em 3 lotes de 1979 a 1995 ( incluindo MB-339PANs e MB-339RMs ). Foram entregues ainda 04 para Gana.
MB-339PAN
Variante para a equipe de acrobacia aérea Frecce Tricolori, com gerador de fumaça e sem tanques de ponta de asa. 21 construídos novos ou convertidos de MB-339A.
MB-339RM
Variante para calibração de auxílios-rádio e radar para a Força aérea Italiana. 03 construídos em 1981, mas posteriormente convertidos em MB-339A padrão.
MB-339AM
MB-339A version built for Malaysia. 13 built, with deliveries from 1983.
MB-339AN
MB-339A version built for Nigeria. Twelve built from June 1984.
MB-339AP
MB-339A version built for Peru. Sixteen built and delivered from November 1981.
MB-339K Veltro II
Single-seat dedicated attack version, first flew 30 May 1980. One built.
MB-339B
Trainer with more powerful (4,400 lbf (19.57 kN)) Viper 680-43 engine. One example built.
MB-339C
Revised trainer version with new, digital avionics.
MB-339CB
New Zealand trainer and weapons training version of MB-339C, powered by Viper 680-43 engine and equipped with laser rangefinder, radar detection, AIM-9L Sidewinder and AGM-65 Maverick capability. Eighteen built and delivered from March 1991. – 17 survivors – in storage at RNZAF Base Ohakea, New Zealand
MB-339CD
MB-339C for Italy, with modernised flight controls and avionics, but retaining original 4,000 lbf (17.79 kW) Viper 632-43 of MB-339A. 30 built.
MB-339FD ("Full Digital")
Export version of the MB-339CD
MB-339CE
MB-339C version built for Eritrea powered by Viper 680-43. Six built.
MB-339CM
MB-339C version being built for Malaysia.
MB-339 T-Bird II (Lockheed T-Bird II)
Version for U.S. JPATS competition, with 4,000 lbf Viper 680-582.

## Operadores
- Itália - 107 MB-339A e 30 MB-339CD)
- Argentina - 10 MB-339A
- Emirados Árabes Unidos - 7 MB-339A
- Eritreia - 6 MB-339CE
- Gana - 4 MB-339A
- Malásia - 13 MB-339A
- Nigéria - 12 MB-339A
- Nova Zelândia - 18 MB-339CB
- Peru - 16 MB-339AP